# سابا هورفاث (سياسي)
سابا هورفاث هو سياسي مجري، ولد في 19 نوفمبر 1969 في بودابست في المجر. نشط حزبياً في الحزب الاشتراكي المجري. وقد انتخب عضو الجمعية الوطنية المجرية ‏.

## وصلات خارجية
- الموقع الرسمي